# فولونتار (مترو باريس)
فولونتار (بالفرنسية: Volontaires)‏ هي محطة مترو تابعة لمترو باريس تقع في فرنسا في الدائرة الخامسة عشرة في باريس.[بحاجة لمصدر]